# Xie Daoyun
Xie Daoyun (謝道韞, c. 340 — c. 399) foi uma poeta, escritora, estudiosa, calígrafa e debatedora chinesa da Dinastia Jin Oriental.

## Família
Nascida no condado de Yangxia, Henan, Daoyun pertencia ao clã Xie e era irmã do general Xie Xuan. Embora sua mãe seja desconhecida, sabe-se que ela deu à luz a mais cinco filhos. Ela também era a sobrinha favorita do primeiro-ministro Xie An. Houve influências taoístas e confucionistas em seu trabalho.

## Vida
Seu tio Xie An gostava de passar o tempo com suas sobrinhas e sobrinhos e lhes fazia perguntas sobre literatura e filosofia. Ela superou seus irmãos e primos durante os testes que seu tio fez. Mais tarde, ela defenderia seu tio das críticas de Huan Xuan.
Ela se casou com Wang Ningzhi (王凝之), filho de um famoso calígrafo. Apesar de ela estar descontente com ele, eles ainda tinham vários filhos juntos. A família Wang tinha debates em sua casa e ela era invicta neles.
Xie Daoyun e seus filhos acompanharam Wang Ningzhi a Jiangxi, quando ele se tornou inspetor regional. Quando Sun En liderou uma rebelião, Wang prometeu intervenção divina. Como ninguém apareceu, ele e seus filhos foram mortos por rebeldes. Xie Daoyun e suas empregadas foram então ao encontro dos rebeldes. Ela teria matado vários antes de ser feita prisioneira. Quando o líder rebelde Sun En planejou matar seu neto também, ela disse a ele para matá-la primeiro. Depois disso, ele salvou a vida do menino.
Xie Daoyun voltou para Kuaiji e viveu seus dias na casa de Wang.

## Legado
O Livro de Jin tem uma biografia dela. Este livro afirma que seu trabalho foi popular entre seus contemporâneos. Ela foi vista como um símbolo do talento feminino durante seu tempo e durante as dinastias posteriores. O Clássico de Três Caracteres conta sua história e uma composição musical da Dinastia Ming é sobre as reuniões de Xie Daoyun e Xie An.